# واسنهورن (برنس الپ)
واسنهورن (به لاتین: Wasenhorn) یک کوه در سوئیس است که در کانتون وله واقع شده‌است. واسنهورن ۳٬۴۴۷ متر بالاتر از سطح دریا واقع شده‌است.